# Zawadówka (rejon turczański)
Zawadówka (ukr. Завадівка) – wieś na Ukrainie, w obwodzie lwowskim, w rejonie samborskim (do 2020 roku w rejonie turczańskim) nad Stryjem. Miejscowość liczy około 929 mieszkańców. Pierwsze wzmianki o wsi pochodzą z 1630.

## Ważniejsze obiekty
* Cerkiew prawosławna z 1991.